# 劉仁柏
劉仁柏（？－1890年）為中國清朝武官官員，本籍福建。劉仁柏於1890年（光緒16年）奉旨接替林福喜，於台灣地區擔任台灣水師協副將。而隸屬台灣鎮之下的此官職是台灣清治時期中的這階段，全台灣的海防軍事層級最高武將，其統帥三標水營，數千名水師兵勇。同年，病卒於任。